# Isla Muir
La Isla Muir es una isla ficticia de la franquicia Marvel Comics situada cerca de la costa de Escocia que fue comprada por la doctora Moira MacTaggert cuando esta ganó el Premio Nobel sobre investigación genética. Creó un Centro de Investigación Mutante donde poder llevar a cabo trabajos de investigación y tratamiento de mutantes. Por allí han pasado muchos tipos de mutantes, desde mutantes que no podían controlar sus poderes hasta mutantes peligrosos como el propio Magneto. Uno de los primeros que entró al centro, fue el propio hijo de la doctora, Kevin, que más tarde se convertiría en Proteus.
Después de producirse la Masacre Mutante en la que el grupo de Los merodeadores atacaron los túneles de los Morlocks, la Isla Muir se convirtió en un hospital donde mutantes como Nightcrawler o Gata Sombra estuvieron para curar sus heridas
- Datos: Q718638